# 岩手県立久慈工業高等学校
岩手県立久慈工業高等学校（いわてけんりつ くじこうぎょうこうとうがっこう）は、岩手県九戸郡野田村大字野田にかつて所在した公立の工業高等学校。
令和７年４月から、岩手県立久慈東高等学校と統合し、岩手県立久慈翔北高等学校 野田校舎となっている。

## 設置学科
- 電子機械科
- 建設環境科

## 沿革
- 1980年 - 岩手県立久慈高等学校の土木科・建築科が独立、インテリア科も加えた三学科で創立
- 1992年 - 電子機械科設置、インテリア科募集停止
- 2007年 - 建設環境科設置、土木科・建築科募集停止
- 2025年3月21日 - 校旗返納式。
- 2025年4月～県立久慈東高等学校と統合し、県立久慈翔北高等学校 開校予定。

## アクセス
- 三陸鉄道リアス線陸中野田駅より徒歩20分

## 著名な出身者
- 大向美咲（北限の海女、かわいすぎる海女）
- 小袖妃香理（北限の海女、かわいすぎる海女）